# Detektiverne
Detektiverne er en dansk spillefilm fra 2014, der er instrueret af Esben Tønnesen efter manuskript af ham selv og Morten Dragsted.

## Handling
Den 13-årige pige Mathilde er en hidsig enspænder, som er godt og grundigt frustreret over verdens tilstand med forurening, fattigdom, kvindeundertrykkelse etc. Der er ingen uretfærdighed, som er for lille (eller for stor) til Mathilde, og hun bruger det meste af sin tid på at være godt og grundigt rasende på de voksne. Desværre er der ikke rigtig nogen, som deler Mathildes frustrationer - slet ikke hendes arbejdsnarkoman-forældre - så efter en særlig voldsom konfrontation med en lærer i skolen, beslutter Mathilde at tage sagen i egen hånd og danne et detektivbureau, "D". D skal hjælpe de svage i samfundet og påtage sig de sager, som politiet ikke har ressourcer eller vilje til. Mathildes store plan har dog den lille hage, at hun ikke har særlig mange venner. Ingen, faktisk. De to eneste interesserede kandidater er hendes klassekammerater, Gustav og Tobias. Den første er en venneløs nørd, hvis eneste bidrag til gruppen er hans evner til at spille computerspil og konstruere gadgets, som sjældent virker. Den anden, Gustav, er tydeligt overvægtig og lidt af en kujon, men ifølge ham selv er han taekwondo-ekspert. Hans hvide bælte og manglende evner berettiger dog ikke helt betegnelsen "ekspert"...

## Medvirkende
- Mathilde Wedell Wedellsborg - Mathilde
- Marcuz Jess Petersen - Gustav
- Frederik Winther Rasmussen - Tobias
- Beate Bille - Tina
- Jonas Schmidt - Jimmi
- Alexandre Willaume-Jantzen - Jo
- Emma Carlar - Sofie
- Søren Poppel - Fjæsingen
- Lisa Lents - Olenka
- Jens Andersen - Stig
- Henning Valin Jakobsen - Klaus
- Camilla Gottlieb - Camilla
- Timm Vladimir - Lasse
- Henrik Trenskow - Kasper
- Taina Anneli R. Berg - Connie
- David Sakurai - Sony Kazu
- Lasse Lunderskov - Skoleinspektør
- Rebekka Owe - Mindfulness-kvinde
- Sara Qvist - Polsk go-go-danser
- Jakob Bjerregaard Engmann - Niels betjent
- Paw Henriksen - Palle betjent
- Adam Brix - Karateinstruktør
- Lars Knudsen - Bartender
- Stephanie Nathan - Pige på cykel
- Thomas Hansen - Udsmider
- Lars Stegman Olsen - Stofamand
- Ole Dupont - Bankdirektør